# Amore stella/Dea
Amore stella/Dea è un singolo della cantante pop rock italiana Donatella Rettore, pubblicato in formato 45 giri nel 1986, su etichetta Dischi Ricordi.

## Storia
Dopo quattro anni di grandi successi per l'etichetta Ariston Records, Donatella Rettore passa alla CGD, gestita da Caterina Caselli dove realizza due album, Far West e Danceteria entrambe però di scarso successo tanto che non viene rinnovata alcuna collaborazione con l'etichetta.
Nel 1986 Rettore passa quindi alla Dischi Ricordi e partecipa, su imposizione della nuova casa discografica, al Festival di Sanremo 1986 con Amore stella.
Il brano, scritto dalla coppia di autori Guido Morra/Maurizio Fabrizio, già autori per Riccardo Fogli e Miguel Bosé, era destinato in un primo momento alla cantante Viola Valentino.
L'artista avrebbe voluto duettare a Sanremo presentando in coppia con Dalida un pezzo scritto da Lucio Dalla e intitolato L'altra ma il progetto muore sul nascere. Pertanto Rettore tenta di convincere la Ricordi a proporre il brano Dea, brano scritto in coppia con Claudio Rego con reminiscenze r'n'b e jazz, il cui testo, naturale proseguimento di quello di Meteora del 1981, è una lucida auto-analisi sul suo personaggio artistico. Il brano, apparso in seguito come b side del singolo, fu scartato dalla casa discografica che le impone Amore stella, modificandone l'arrangiamento originale con l'aggiunta di inserimenti tipici di una ballad rock-melodica. 
Donatella dichiara di non apprezzare affatto il brano presentato, giudicato troppo melodico e stilisticamente distante dai suoi registri abituali. Molti anni dopo dirà anche che Amore stella le ha addirittura portato sfortuna, associandola alla morte del padre, avvenuta proprio in quel periodo, da qui la decisione di non ricantarla più dal vivo.
Al singolo non farà seguito nessun album e la collaborazione con la Ricordi si conclude subito dopo la pubblicazione del 45 giri.
Nel 2014 il brano Amore stella viene poi utilizzato come colonna sonora nel film Più buio di mezzanotte per la regia di Sebastiano Riso.

## Edizioni
Il singolo è stato pubblicato su etichetta Dischi Ricordi con numero di catalogo SRL 11036.

## Tracce
1. Lato A: Amore stella - 4:02 (M.Fabrizio/G.Morra)
2. Lato B: Dea - 3:10 (Rettore/Rego)